# Gottfried Heinrich Bach
Gottfried Heinrich Bach (* 26. Februar 1724 in Leipzig; beigesetzt am 12. Februar 1763 in Naumburg) war der erstgeborene Sohn aus der zweiten Ehe des deutschen Kantors und Komponisten Johann Sebastian Bach mit der Sopranistin Anna Magdalena geborene Wilcke.

## Leben
In einer Genealogie der Bach-Familie, die höchstwahrscheinlich von Johann Sebastian Bach Ende 1735 verfasst wurde, ist über Gottfried Heinrich zu lesen: „inclinirt gleichfalls zur Musik, inspecie zum Clavier.“ Sein Halbbruder Carl Philipp Emanuel Bach ergänzte später: „ein großes Genie, welches aber nicht entwickelt ward“.
In Dokumenten von 1750 und 1753 wird bei Gottfried Heinrich Bach von einem „blöden Verstand“ gesprochen. Nach dem Tod seines Vaters 1750 wurde der Student der Rechte Gottlob Sigismund Hesemann, ein Verwandter seiner Mutter, gerichtlich zu seinem „Curator“ (Vormund) bestellt. Gottfried Heinrich lebte weiter in Leipzig bei seiner Mutter Anna Magdalena Bach. Für das Jahr 1753 ist nachgewiesen, dass er von der Stadt ein Almosen von 6 Groschen wöchentlich erhielt. Seine Mutter starb 1760.
Warum Gottfried Heinrich 1763 in Naumburg beigesetzt wurde, ist nicht bekannt. Seine Schwester Elisabeth Juliana Friderica Altnikol lebte zu diesem Zeitpunkt schon seit einigen Jahren nicht mehr dort. Sie war nach ihrer Eheschließung mit Johann Christoph Altnikol 1749 von Leipzig nach Naumburg gezogen, wo ihr Mann eine Anstellung als Organist hatte. Nach seinem Tod 1759 kehrte sie mit ihren beiden Töchtern aber wieder nach Leipzig zurück. Für die Vermutung, Elisabeth Altnikol habe ihren Bruder zeitweise nach Naumburg geholt, und dann bei ihrer Rückkehr nach Leipzig in private Pflege geben müssen, da er krankheitsbedingt den Umzug nicht mehr mitmachen konnte, gibt es keine Belege. Möglicherweise hielt er sich nur besuchsweise in Naumburg auf.